# Куч, Кароль
Кароль Куч (пол. Karol Kucz; 31 января 1815, Бжезины — 9 февраля 1892, Варшава, Царство Польское, Российская империя) — польский драматург, поэт, журналист, редактор.

## Биография
Учился в бенедиктинской школе, затем у пиаристов в Варшаве. Работал в Государственном комитете внутренних дел, позже — штатный сотрудник Высшей контрольной палаты, где со временем стал директором департамента. После Январского восстания в Польше в 1864 году был уволен, с 1865 года находился под надзором царской полиции.

## Творчество
Дебютировал, как поэт в 1839 году, опубликовав свои первые стихи в варшавских газетах. В 1840 году издал свой первый сборник поэзии «Próby poetyczne».
Помещал статьи в газетах «Gazecie Codziennej» и «Przeglądzie Naukowym». В 1848 году стал редактором ежедневной газеты «Kurjer Warszawski» и оставался её главным редактором до закрытия издания в конце 1863 года. Затем, в 1865 году основал газету «Kurier Codzienny», главным редактором и издателем которой оставался до 1882 года.
Автор ряд пьес и водевилей для варшавских театров.

## Избранные произведения
- Jest kraina! W tej krainie (стихи из сборника «Śpiewnik Powstańczy»)
- Wisła (стихи из сборника «Pieśni narodowe»)